# Degaña
Degaña település Spanyolországban, Asztúria autonóm közösségben. Degaña Ibias, Cangas del Narcea, Villablino, Palacios del Sil, Páramo del Sil és Peranzanes községekkel határos. Lakosainak száma 780 fő (2024).

## Népesség
A település népessége az utóbbi években az alábbiak szerint változott:
| Lakosok száma | 1480 | 1407 | 1288 | 1233 | 1182 | 1110 | 978  | 921  | 821  | 780  |
|               | 2001 | 2004 | 2007 | 2009 | 2012 | 2014 | 2017 | 2019 | 2022 | 2024 |